# محمد باقر أبو خمسين
محمد-باقر بن موسى بن عبد الله أبو خمسين (1915 - 2 سبتمبر 1992) (1333 - 5 ربيع الأول 1413) فقيه وقاضي شيعي جعفري وشاعر وكاتب سعودي. ولد في الهفوف ونشأ بها على والده الفقيه وقرأ مقدماته فيها ثم هاجر إلى النجف في 1929 وأكمل دروسه وحضر الأبحاث الفقيهة والأصولية فيها على عدة من العلماء الشيعة منهم محمد طاهر راضي ومحمد باقر الشخص ومحسن الطباطبائي الحكيم وأبو القاسم الخوئي. استمر ينتقل في الحلقات العلمية والأدبية وكان له صالون أدبي خاص في النجف وكان يعرف بـباقر بوخمسين في الأحساء ومحمد باقر الهَجَري في النجف. نظم الشعر وشارك في الندوات وكان له نشاط بازر ثقافية بالنجف. رجع إلى وطنه في 1966 لقيام بالشؤون الدينية لطائفة الاثنا عشرية وتولى القضاء الشرعي الجعفري بها لمدة 25 عامًا وكان مرجعًا لأهلها. له مؤلفات دينية وأدبية عديدة، مخطوطة ومطبوعة وقصائد كثيرة. توفي بظهران ودفن في البقيع. 

## نسبه الكامل
هو أبو حسن محمد باقر بن |موسى بن عبد الله بن حسين بن علي بن أحمد بن محمد بن حسين بن علي بن محمد الكبير بن أحمد بن إبراهيم بن علي بن عبد النبي بن راشد بن سالم بن صقر بن أبي بكر بن سالم آل أبي خمسين الخماسيني الوَدَعاني الهَمداني الدوسري الأحسائي.[2] آل أبي خمسين/ أبو خمسين الخَماسيني الوَدعاني الدُّوسري الأحسائي الهجري. 

وآل بوخمسين أسرة علمية شيعية اثناعشرية في الأحساء.

## سيرته
ولد محمد باقر أبو خمسين في مدينة الهفوف بالأحساء سنة 1333 هـ/ 1915 م ونشأ بها تحت رعاية والده الفقيه الذي توفي في 1353 هـ/ 1934 م. تلقى تعلميه الأولى في الأحساء في مسقط رأسه بالهفوف فحضر بعض مكاتب تعليم القرآن بتوجيه من والده وأتقن القراءة والكتابة والأحكام الشرعية في سن مبكرة.

وفي سن الخامسة عشر من عمرة بعثه والده إلى العراق لتحصيل العلوم الفقهية الجعفرية فوصل إليها بصحبة أخيه الأكبر جواد بوخمسين سنة 1348 هـ/ 1929 م.

### في النجف
تلقى في النجف دروس المقدمات والسطوح لدى كبار العلماء والأساتذة ثم حضر مدة طويلة أبحاث الخارج العليا فقهًا وأصولًا، بحوالي 35 عامًا أو تزيد. من أساتذه حسين بن محمد الخليفة، ومحمد بن حسين العلي، وعباس بن عبّود الرميثي، ومحمد طاهر بن عبد الحميد آل شبير، ومحمد الجواد الجزائري ، ومحمد باقر الشخص ، ومحسن الحكيم ، وأبو القاسم الخوئيوغيرهم.

بعد أن أكمل دراسته العلمية، أصبح من العلماء البارزين وقد أجيز في الأمور الحسبية من قبل عدد من مراجع الشيعة الاثنا عشرية، منهم محسن الحكيم، وعبد الهادي الشيرازي ، وأبو القاسم الخوئي، ومحمود الشاهرودي وعبد الأعلى السبزواري.

ثم اشتغل بالتدريس وتتلمذ عليه في النجف عدد من الطلبة منهم عبد الحميد بن سلمان الهجري، محمد بن موسى الحرز، أحمد بن خلف آل عصفور، عبد المجيد أبو المكارم ، ومحمد بن ناصر السلمان الموسوي، ومحمد بن عبد الله العلي، عبد الرضا بن محمد باقر الشخص، جعفر الهلالي وغيره. 

#### نشاطه الأدبي والثقافي
كان له في النجف نشاطات ومشاركات أدبية وثقافية مختلفة، وكتب كثيرًا في المجلات النجفية والعراقية. كان عبد الهادي الفضلي من أقرانه وأصدقائه آنذاك. وكان أبو خمسين من شخصيات معروفة في الأدب في الجمعيات والمنتديات النجف في عقود أخيرة من القرن الرابع عشر الهجري. 

كان أبو خمسين تقعد الندوة الأدبية في داره أكثر من ليالي الخمسين، عادة زمانه، وكان يلتقي هناك من يكتب القصة أو ينظم القصيدة. وكان بينه وبين أساتذه جامعيين مراسلات، منهم مصطفى جواد وعبد الحسين الأميني. 

شارك محمد باقر أبوخمسين خلال إقامته في النجف في عدة المجلات العراقية والعربية‌ منهم مجلة الغري ، والبيان ، والعدل الإسلامي ، والقادسيّة ، والعرفان اللبنانية‌ ، والوحدة الإسلامية‌ ، والهاتف والندوة وغيره من المجلات الدينية والثقافية. 

وكان له في النجف مجلس وصالون أدبي باسمه وأسم أخيه محمد جواد يُفتح كل يوم قبل الظهر بساعة أو أكثر، وكان بمثابة المنتدى العملي الأدبي يقصده الكثير طلاب وعلماء من الخليج والعراق وكان يدور في المجلس حوارات ومذاكرات علمية مختلفة أيضًا. وكانت تعقد جلسة أسبوعية كل ليلة خميس وجمعة.

### في الأحساء
في سنة 1386 هـ/ 1966 م رجع إلى وطنه الأحساء فاستقر بها بوصفه عالمًا دينيًا ومرشدًا للاتباع المذهب الشيعي الاثناعشري وأصبح فيها بمدينة الهفوف هو الوريث الوحيد لعلماء من أسرته آل أبو خمسين بعد وفاة أخيه جواد في النجف سنة 1389 هـ/ 1968
م. 

وبعد وفاة محمد بن حسين العلي في 11 رجب 1388 هـ/ 3 أكتوبر 1968 م، الذي كان قاضي الجعفرية في الأحساء، خلفه في منصب القضاء واستمر قاضيًا رسميًا حتى وفاته. أي ولي منصب القضاء حوالي 25 عامًا. 

بالإضافة إلى تصديه لمنصب القضاء وقيامه بالإرشاد والتبليغ كان يؤُمُّ الجماعة في مسجد والده موسى بوخمسين المعروف في حي الفوارس. وكان أيضًا يشغل منصب الوكيل والممثل الشرعي المجاز من عدد من المراجع الشيعة بالنجف، كمحسن الحكيم والخوئي والشاهرودي والسبزواري.

## وفاته
توفي في مستشفى أرامكو بمدينة الظهران ليلة الجمعة 5 ربيع الأول 1413 هـ/ 2 سبتمبر 1992 عن عمر ناهز الثمانين عامًا. وفي نفس الليلة نقل جثمانه إلى مدينة الأحساء وبعد الظهر من اليوم الجمعة صلى عليه في المسجد الشيخ موسى بالهفوف ثم صلى عليه مرة أخرى بإمامة كاظم بن علي الموسوي الرميلي ونقل جثمانه بالطائرة من الظهران إلى المدينة ليدفن في البقيع. ودفن بها بعد الصلاة العشاء ليلة السبت 6 ربيع الأول. وأقيمت له مجالس العزاء في بلدان عديدة كالأحساء والكويت وسوريا وقُم في إيران.

## حياته الشخصية
سكن النجف من سنة 1348 هـ/ 1929 م وبعد مدة عاد إلى الأحساء ليتزوج من إحدى أقاربه وبعد الزواج كرَّ راجعًا إلى النجف لمواصلة دراسته، وبقي فيها حوالي 35 عامًا كان يتردد خلالها على وطنه بين الحين والآخر. وخلال إقامته في النجف مرضت زوجته مرضًا أعيا الأطباء علاجه مما اضطرّه إلى مغادرة النجف وسكن الكاظمية ببغداد بضع سنين ليسهل عليه التردد على بغداد لعلاج زوجته وبعد شفائها عاد أبو خمسين إلى النجف. ثم سكن في مسقط رأسه من 1386 هـ/ 1966 م وبدأ يزور العراق من 1390 هـ/ 1970 م مرات عديدة. 

خلف عدة أبناء، وهم سماحة العلامة الشيخ حسن رحمه الله ومحمدحسين وعباس ورياض وحمد وياسين.

## مؤلفاته
- أثر التشيع في الأدب العربي أو مودة الآل في الأدب العربي
- اختيارات واختبارات، جمع فيه ما قاله أو كتبه للاحتفالات والصحف، في المنثور والمنظوم
- أخلاق القرآن
- أدعية شهر رمضان
- الأمين الهادي والهُدّاة من أهل بيته، في سيرة النبي محمد والأئمة الاثنى عشر
- تقريرات الأصول، وهو تقرير لبحث أستاذة محمد باقر الشخص.
- الدُّرر الغرر في الأئمة الإثني عشر
- ديوان شعر أسماه نغماتي، وهو يضم معظم شعره إلى سنة 1950
- ديوان الشيخ محمد بن علي البعلي الأحسائي، جمع وتعليق
- علماء هجر وأدبائها في التاريخ
- القرامطة في التاريخ
- كشكول الهجري
- الكشكول الصغير
- لماذا نقدس القرآن
- المجموع الأدبي
- مختارات من الأقوال والحكم وما قيل في الأشهر من الشعر والنثر، قديمًا وحديثًا.
- نظرات في الكتب والصحف
- هجر في مراحل التاريخ